# Élections législatives de 1914 dans la Mayenne
Les élections législatives françaises de 1914 se déroulent les 26 avril et 10 mai 1914. Dans le département de la Mayenne, cinq députés sont à élire dans le cadre de cinq circonscriptions.

## Élus
| Identité                | Parti | Parti                                                      |
| ----------------------- | ----- | ---------------------------------------------------------- |
| Maurice Dutreil         |       | Républicain libéral-Action libérale populaire              |
| Jacques Duboys-Fresney  |       | Républicain indépendant                                    |
| Urbain de Hercé         |       | Groupe des droites                                         |
| Jean Chaulin-Servinière |       | Radical U.-Parti républicain radical et radical socialiste |
| Henri de Monti de Rezé  |       | Groupe des droites                                         |

## Résultats par arrondissement

### Arrondissement de Château-Gontier
| Candidats      | Candidats              | Étiquette   | Premier tour | Premier tour | Deuxième tour | Deuxième tour |
| Candidats      | Candidats              | Étiquette   | Voix         | %            | Voix          | %             |
| -------------- | ---------------------- | ----------- | ------------ | ------------ | ------------- | ------------- |
|                | Jacques Duboys-Fresney | Rép. Ind.   | 9 707        |              |               |               |
|                | Bossé                  | Républicain | 6 928        |              |               |               |
|                |                        |             |              |              |               |               |
| Inscrits       |                        |             |              |              |               |               |
| Votants        |                        |             |              |              |               |               |
| Abstention     |                        |             |              |              |               |               |
| Blancs et nuls |                        |             |              |              |               |               |
| Exprimés       |                        |             |              |              |               |               |

*sortant

### Arrondissement de Laval

#### 1recirconscription
| Candidats      | Candidats              | Étiquette          | Premier tour | Premier tour | Deuxième tour | Deuxième tour |
| Candidats      | Candidats              | Étiquette          | Voix         | %            | Voix          | %             |
| -------------- | ---------------------- | ------------------ | ------------ | ------------ | ------------- | ------------- |
|                | Henri de Monti de Rezé | Groupe des droites | 7 707        |              |               |               |
|                | Victor Boissel *       | PRD                | 7 200        |              |               |               |
|                |                        |                    |              |              |               |               |
| Inscrits       |                        |                    |              |              |               |               |
| Votants        |                        |                    |              |              |               |               |
| Abstention     |                        |                    |              |              |               |               |
| Blancs et nuls |                        |                    |              |              |               |               |
| Exprimés       |                        |                    |              |              |               |               |

*sortant

#### 2ecirconscription
| Candidats      | Candidats         | Étiquette                                 | Premier tour | Premier tour | Deuxième tour | Deuxième tour |
| Candidats      | Candidats         | Étiquette                                 | Voix         | %            | Voix          | %             |
| -------------- | ----------------- | ----------------------------------------- | ------------ | ------------ | ------------- | ------------- |
|                | Maurice Dutreil * | Action libérale-Action libérale populaire | 5 919        |              |               |               |
|                | N. Martin         | Rad.                                      | 4 214        |              |               |               |
|                | Divers            |                                           | 34           |              |               |               |
|                |                   |                                           |              |              |               |               |
| Inscrits       |                   |                                           |              |              |               |               |
| Votants        |                   |                                           |              |              |               |               |
| Abstention     |                   |                                           |              |              |               |               |
| Blancs et nuls |                   |                                           |              |              |               |               |
| Exprimés       |                   |                                           |              |              |               |               |

*sortant

### Arrondissement de Mayenne

#### 1recirconscription
| Candidats      | Candidats         | Étiquette          | Premier tour | Premier tour | Deuxième tour | Deuxième tour |
| Candidats      | Candidats         | Étiquette          | Voix         | %            | Voix          | %             |
| -------------- | ----------------- | ------------------ | ------------ | ------------ | ------------- | ------------- |
|                | Urbain de Hercé * | Groupe des droites | 7 793        |              |               |               |
|                | Charles Martin    | Rad.               | 6 113        |              |               |               |
|                |                   |                    |              |              |               |               |
| Inscrits       |                   |                    |              |              |               |               |
| Votants        |                   |                    |              |              |               |               |
| Abstention     |                   |                    |              |              |               |               |
| Blancs et nuls |                   |                    |              |              |               |               |
| Exprimés       |                   |                    |              |              |               |               |

*sortant

#### 2ecirconscription
| Candidats      | Candidats                 | Étiquette | Premier tour | Premier tour | Deuxième tour | Deuxième tour |
| Candidats      | Candidats                 | Étiquette | Voix         | %            | Voix          | %             |
| -------------- | ------------------------- | --------- | ------------ | ------------ | ------------- | ------------- |
|                | Jean Chaulin-Servinière * | Rad. U.   | 8 392        |              |               |               |
|                | Guy de Montjou            | Rép. Lib. | 7 807        |              |               |               |
|                |                           |           |              |              |               |               |
| Inscrits       |                           |           |              |              |               |               |
| Votants        |                           |           |              |              |               |               |
| Abstention     |                           |           |              |              |               |               |
| Blancs et nuls |                           |           |              |              |               |               |
| Exprimés       |                           |           |              |              |               |               |

*sortant